# Трималхион
Гай Помпей Трималхио́н Меценатиан (лат. Caius Pompeius Trimalchio Maecenatianus) — персонаж древнеримского романа «Сатирикон», разбогатевший вольноотпущенник. Главное действующее лицо самого обширного из сохранившихся фрагментов. Его личное имя образовано греческой приставкой τρις (трижды) и malchio (царственный), идущим от семитского מלך, как имя Малх (его форма Малхион встречается у Марциала). В 75-й главе он говорит, что прибыл на Апеннинский полуостров в детстве из Азии, вероятно, провинции. На ближневосточное происхождение персонажа и некоторых его гостей намекают и другие детали текста. Из полного имени следует, что сперва его хозяином был Меценат, потом — Гай Помпей, оставивший ему наследство. Трималхион неотёсанный, невежественный и болтливый, но вместе с тем щедрый и добродушный.
Впервые роман изображает Трималхиона перед баней, куда, по римскому обычаю, Энколпий и Аскилт (герои романа) зашли перед пиром. Лысый старик в розовой тунике и сандалиях играет в бирюзовые мячики с рабами-подростками. Стоящий возле него евнух держит серебряный горшок, в который Трималхион тут же справляет нужду и, слегка омыв руки, вытирает их о волосы одного из мальчишек. Когда его несут из бани завернутым в огромные драгоценные полотна, специальный раб с маленькими флейтами играет ему на самое ухо всю дорогу, а за ним же везут тележку с его главным сокровищем — это «престарелый мальчик с гноящимися глазами, более обрюзглый, чем его господин».
На стене дома Трималхиона художник изобразил этапы его биографии с иконографическими надписями, героизировав и уподобив их подвигам Геракла: от невольничьего рынка, где он был куплен, через все этапы торговых дел и наживы до высокой эстрады по соседству с Фортуной, держащей рог изобилия, и Парками, прядущими золотую нить, которая символизирует великую будущность.

## Пир
Церемония трапезы начинается с омовений: рабы с надоедливым истошным пением омывают гостям ноги водой, а руки дорогим вином, но воды на липкие руки затем не приносят. После этого гости занимают своё место за столом. Разодетого, обвешанного безвкусными драгоценностями и ковыряющего в зубах серебряной зубочисткой хозяина вносят под музыку в целой крепости из подушечек. Блюда, подаваемые гостям, одно диковиннее другого, сопровождаются подготовленными шутками слуг, комментариями хозяина и обставляются соответствующим реквизитом.
Трималхион хочет казаться приобщённым к наукам и искусствам, разыгрывая из себя мецената, приглашает на пир образованных бродяг, с которыми не раз пытается завести «литературные» разговоры. Полагая, что знание Гомера — эталон образованности, Трималхион расписывает на темы гомеровских поэм стены своего дома; хвалится, что читал Гомера в детстве; посреди обеда актёры-гомеристы по желанию хозяина читают отрывки из «Илиады». Трималхион сопровождает их представление объяснениями, по своему обыкновению всё путая.
Поздней ночью хозяин приглашает пьяных гостей в свою баню, рассказывает там свою жизнь. Без всякого стеснения Трималхион сообщает гостям историю своего возвышения: «четырнадцать лет по-женски был любезен своему хозяину… и хозяйку ублаготворял тоже». Затем пир возобновляется, но Трималхион ругается с женой Фортунатой и бросает ей в лицо кубок. Рассказ завершается сценой мнимых похорон Трималхиона и ошибочным прибытием пожарных.

## Влияние
Американский писатель Фрэнсис Скотт Фицджеральд, в процессе тщательного обдумывания названия для своего знаменитого романа примерно за неделю до публикации остановился было на варианте «Пир Тримальхиона», но затем отдал предпочтение заглавию «Великий Гэтсби» (англ. The Great Gatsby), под которым произведение и вышло в свет в 1925 году.